# Kawazulita
La kawazulita és un mineral de la classe dels sulfurs, que pertany al grup de la tetradimita. Rep el nom de la mina Kawazu, al Japó, la seva localitat tipus.

## Característiques
La kawazulita és un sulfur de fórmula química Bi₂Te₂Se. Cristal·litza en el sistema trigonal. La seva duresa a l'escala de Mohs és 1,5.
Segons la classificació de Nickel-Strunz, la kawazulita pertany a «02.DC - Sulfurs metàl·lics, amb variable proporció M:S» juntament amb els següents minerals: hedleyita, ikunolita, ingodita, joseïta-B, laitakarita, nevskita, paraguanajuatita, pilsenita, skippenita, sulfotsumoïta, tel·lurantimoni, tel·lurobismutita, tetradimita, tsumoïta, baksanita, joseïta-C, protojoseïta, sztrokayita, vihorlatita i tel·luronevskita.

## Formació i jaciments
Va ser descoberta a la mina Kawazu, situada a la ciutat de Shimoda, a la Prefectura de Shizuoka de la regió de Chubu (Japó). Tot i no tractar-se d'una espècie gaire habitual, ha estat descrita en indrets d'arreu del planeta incloent tots els continents tret de l'Antàrtida.